# Никифор Комнин
Ники́фор Комни́н (греч. Νικηφόρος Κομνηνός, около 970 — не ранее 1026) — византийский военачальник времён императоров Василия II Болгаробойцы (правил в 976—1025 годах) и Константина VIII (правил в 1025—1028 годах). Был губернатором армянского региона Васпуракан и является одним из первых известных членов династии Комниных, правившей в Византийской империи в 1081—1185 годах.

## Биография
Никифор Комнин — один из первых известных членов семьи Комниных, однако о его ранней жизни или связях с основной ветвью династии, ставшей в конечном итоге императорской, ничего не известно. Греческий учёный Константин Варзос предположил, что он родился приблизительно в 970 году, и что он был младшим братом патриарха династии Комниных, Мануила Эротика Комнина, однако ни одно из этих утверждений не может быть подтверждено документально.
Никифор впервые упоминается в исторической записи приблизительно в 1022 году, вскоре после того как царь Васпуракана Сенекерим Арцруни (правил ок. 1003—1021), не в силах противостоять давлению своих мусульманских соседей, передал своё королевство византийскому императору Василию II в обмен на большие поместья и управление фемой Себастея. Василий II первоначально передал новую провинцию Василию Аргиру, но вскоре был вынужден искать ему замену, поскольку тот оказался неумелым правителем. Протоспафарий Никифор Комнин сменил Василия Аргироса на посту губернатора (стратега или катепана); ему быстро удалось установить византийское господство над страной. Его современник, армянский историк Аристакес Ластивертци писал, что Никифор захватил княжество Аканц на северном берегу озера Ван и присоединил его к своей провинции, хотя согласно повествованию арабоязычного христианского историка Яхьи Антиохийского, подвиг был совершён самим императором Василием.
Никифор Комнин продолжал служить стратигом Васпуракана при брате и преемнике Василия II Болгаробойцы Константине VIII, но в 1026 году он был уволен по подозрению в нелояльности и отозван в Константинополь. Здесь он был ослеплён. Есть две версии причин его отзыва и последующих событий: византийский летописец Иоанн Скилица сообщал, что Никифор настаивал на письменном обещании поддержки от своих войск, которые должны были быть направлены против турецких правителей, что было истолковано Константином как попытка создать военную силу, преданную ему лично. Тогда как Скилица считает обвинение необоснованным и возлагает вину на чрезмерно подозрительного Константина, Аристакес утверждал, что Никифор действительно участвовал в предательских переговорах с царём Грузии Георгием I (правил ок. 1014—1027) и желал либо объявить себя императором, либо сделать Васпуракан независимым королевством. Когда войска Каппадокии узнали об этом, они пленили Никифора и отправили его в Константинополь, где Константин VIII после тщательного изучения дела, ослепил его и восемь его соратников.
Дальнейшая судьба и дата смерти Никифора Комнина неизвестны.